# Покрышкина, Галина Васильевна
Галина Васильевна Покрышкина (1937—2014) — советская балерина, классическая танцовщица лирико-комедийного амплуа; заслуженная артистка РСФСР (1965).

## Биография
Родилась 23 мая 1937 года в Ленинграде.
В 1955 году окончила Ленинградское хореографическое училище (ныне Академия русского балета имени А. Я. Вагановой), класс Л. М. Тюнтиной. На выпускном спектакле исполнила главную партию Дуняши в специально поставленном балете «Станционный смотритель» (хореограф М. М. Михайлов). Была принята в Ленинградский театр оперы и балета им. С. М. Кирова (Мариинский театр). В 1956—1975 годах работала в Ленинградском Малом оперном театре.
Галина Покрышкина — первая исполнительница партий: Маша, Лиза; Барышня («Барышня и хулиган»), Бонасье («Три мушкетера»), Эвридика («Орфей»), Зоя («Накануне»), Подросток («Баллада о любви»), Первая солистка («Классическая симфония»), Гаврош («Гаврош»), Модница («История одной девушки»), вариация Жар-птицы («Конек-Горбунок»); др. партии: Фадетта («Фадетта»), Гюльнара; Царевна («Сказка о мертвой царевне…»), Даша («Юность»), Клариче («Мнимый жених»), королева Рената («Двенадцать месяцев»), Франческа («Франческа да Риминн»), Ванечка («Доктор Айболит»), Анна («Голубой Дунай»), Балерина («Петрушка»).
Лауреат (1-я премия) Международного фестиваля молодежи и студентов (Москва, 1957). Лауреат премии Ленинского комсомола — за всю историю советского балета такой премией удостоено лишь три человека: Екатерина Максимова, Владимир Васильев и Галина Покрышкина.
В 1956 году Галина Васильевна сыграла роль в кино — Ксана в фильме «Моя дочь».
Умерла в 2014 году.

## Память
- В июле 2015 года в Петербурге состоялся вечер, посвящённый памяти заслуженной артистки РСФСР, балерины Галины Покрышкиной[5].
- В марте 2017 года в лекционном зале ЦГБ им. А. И. Куприна в Гатчине была открыта фотовыставка-посвящение «Прочтите жизнь на кончике пуантов», посвященная 80-летию со дня рождения балерины Галины Покрышкиной[6].